# فيضة الصنع
فيضة الصنع هي فيضة، وسبخة، في ناحية الشبكة بقضاء النجف بمحافظة النجف بالبادية العراقية غرب العراق.